# Oil City (Luisiana)
Oil City es un pueblo ubicado en la parroquia de Caddo en el estado estadounidense de Luisiana. En el Censo de 2010 tenía una población de 1008 habitantes y una densidad poblacional de 210,72 personas por km².

## Geografía
Oil City se encuentra ubicado en las coordenadas 32°44′45″N 93°58′30″O / 32.74583, -93.97500. Según la Oficina del Censo de los Estados Unidos, Oil City tiene una superficie total de 4.78 km², de la cual 4.62 km² corresponden a tierra firme y (3.47%) 0.17 km² es agua.

## Demografía
Según el censo de 2010, había 1008 personas residiendo en Oil City. La densidad de población era de 210,72 hab./km². De los 1008 habitantes, Oil City estaba compuesto por el 56.85% blancos, el 40.48% eran afroamericanos, el 0.6% eran amerindios, el 0.4% eran asiáticos, el 0% eran isleños del Pacífico, el 0.1% eran de otras razas y el 1.59% pertenecían a dos o más razas. Del total de la población el 0.6% eran hispanos o latinos de cualquier raza.